# Kamil Fuchs
Kamil Fuchs (4. prosince 1930 Brno – 13. srpna 1995 Brno) byl český architekt a urbanista, syn profesora Bohuslava Fuchse, významného brněnského architekta.
Během 70. let 20. století se zasazoval, aby při obnově brněnské vily Tugendhat byly její vnitřní prostory renovovány do původní podoby. Na světovém bienále architektury v Sofii v září roku 1987 mu bylo uděleno zvláštní ocenění za projekt a realizaci vily Tugendhat. Rekonstrukce vily Tugendhat trvala od dubna roku 1981 do srpna 1985 a její celkové náklady činily kolem 10 milionů korun.

## Projekty
- počátkem 60. let 20. století spolupracoval s Josef Němec a Jaroslavem Šubrem na rekonstrukci parku na Denisových sadech.
- V letech 1978 až 1982 byla podle jeho projektu provedena rekonstrukce Měnínské brány.